# Heterothele spinipes
Heterothele spinipes is een spinnensoort uit de familie van de vogelspinnen (Theraphosidae).
De wetenschappelijke naam van de soort werd in 1897 gepubliceerd door Reginald Innes Pocock.